# European Cup 10000m 2009
De European Cup 10000m 2009 was de dertiende editie van de European Cup 10000m, een Europees kampioenschap, waar landenteams in twee categorieën strijden. De wedstrijd vond plaats in Ribeira Brava in Portugal op 6 juni. Deze editie was de eerste die in juni werd georganiseerd; in eerdere jaren vond de European Cup 10000m in begin april plaats. De wedstrijd werd georganiseerd door de atletiekbond van Portugal, in samenwerking met de European Athletic Association. 
De European Cup 10000m 2009 bestond uit twee wedstrijden, een voor mannen en een voor vrouwen. In totaal deden er 36 mannen en 17 vrouwen mee uit 17 verschillende landen. De medaillewinnaars van de wedstrijd kwalificeerden zich automatisch voor de Europese kampioenschappen in Barcelona.

## Belgische deelnemers
| Plaats | Naam         | Categorie | Tijd     |
| ------ | ------------ | --------- | -------- |
| 7e     | Monder Rizki | mannen    | 28.38,27 |

## Nederlandse deelnemers
| Plaats | Naam          | Categorie | Tijd     |
| ------ | ------------- | --------- | -------- |
| 14e    | Michel Butter | mannen    | 28.52,58 |
| 25e    | Martin Lauret | mannen    | 29.22,23 |

## Uitslagen

### Mannen
| rang   | naam                 | land | tijd     |      |
| ------ | -------------------- | ---- | -------- | ---- |
| Goud   | José Manuel Martínez | ESP  | 27.57,61 | (SB) |
| Zilver | Rui Pedro Silva      | POR  | 28.01,63 | (PB) |
| Brons  | José Rocha           | POR  | 28.15,44 | (PB) |
| 4      | Sergey Ivanov        | RUS  | 28.24,83 | (SB) |
| 5      | Manuel Ángel Penas   | ESP  | 28.25,10 | (PB) |
| 6      | Yevgeniy Rybakov     | RUS  | 28.26,39 | (SB) |
| 7      | Monder Rizki         | BEL  | 28.38,27 | (SB) |
| 8      | Denis Mayaud         | FRA  | 28.38,66 | (PB) |
| 9      | Anatoliy Rybakov     | RUS  | 28.44,75 | (SB) |
| 10     | José Ramos           | POR  | 28.47,49 | (SB) |

### Vrouwen
| rang   | naam               | land | tijd     |      |
| ------ | ------------------ | ---- | -------- | ---- |
| Goud   | Inês Monteiro      | POR  | 31.34,17 | (PB) |
| Zilver | Olivera Jevtić     | SRB  | 31.35,92 | (SB) |
| Brons  | Dulce Félix        | POR  | 31.40,60 | (PB) |
| 4      | Ana Dias           | POR  | 31.42,94 | (SB) |
| 5      | Christelle Daunay  | FRA  | 32.02,03 | (SB) |
| 6      | Fernanda Ribeiro   | POR  | 32.20,08 | (SB) |
| 7      | Christine Bardelle | FRA  | 32.42,82 | (PB) |
| 8      | Marisa Barros      | POR  | 33.04,58 | (PB) |
| 9      | Claire Hallissey   | GBR  | 33.17,13 | (PB) |
| 10     | Maria Sig Møller   | DEN  | 33.18,40 | (PB) |

### Teamstanden mannen
| rang   | land     | tijd       |
| ------ | -------- | ---------- |
| Goud   | Portugal | 1:25.04,56 |
| Zilver | Rusland  | 1:25.35,97 |
| Brons  | Spanje   | 1:25.40,00 |

### Teamstanden vrouwen
| rang   | land                | tijd       |
| ------ | ------------------- | ---------- |
| Goud   | Portugal            | 1:34.57,71 |
| Zilver | Verenigd Koninkrijk | 1:40.44,06 |